# Квайе, Шамо
Шамо Квайе (англ. Shamo Quaye; 22 октября 1971 Тема, Гана — 30 ноября 1997 Аккра, Гана) — ганский футболист, полузащитник. Бронзовый призёр летних Олимпийских игр 1992 года.

## Биография
Шамо Квайе родился 22 октября 1971 года в ганском городе Тема.

### Клубная карьера
Начал профессиональную карьеру в 1987 году в клубе чемпионата Ганы — «Хартс оф Оук». В 1994 году перешёл в саудовскую команду «Аль-Кадисия» из города Эль-Хубар. Затем, в сезоне 1995/96 вновь выступал за «Хартс оф Оук». В 1996 году перешёл в шведский клуб «Умео».

### Карьера в сборной
В августе 1992 года главный тренер олимпийской сборной Ганы Сэм Ардай вызвал Шамо на летние Олимпийские игры в Барселоне. В команде он получил 10 номер. В своей группе ганцы заняли первое место, обогнав Мексику, Австралию и Данию. В четвертьфинале Гана обыграла Парагвай (4:2), а в матче 1/2 финала уступила Испании (0:2). В матче за третье место ганцы смогли обыграть Австралию со счётом (1:0) и стали обладателями бронзовых наград. Квайе на турнире сыграл в трёх матчах.
В составе национальной сборной Ганы выступал с 1992 года по 1997 год, проведя в составе сборной 7 игр. Дебютная игра состоялась 25 октября 1992 года в рамках квалификации на чемпионат мира 1994 против Бурунди (0:1). В 1996 году сыграл на турнире Simba 4 Nations Tournament в Южной Африке.

### Смерть
В ноябре 1997 года, после окончания сезона в Швеции, где Квайе выступал за «Умео» он вернулся в Гану, где готовился к матчу вместе со сборной Ганы в Аккре. Во время тренировки он получил травму головы и скончался через два дня — 30 ноября. После смерти у него осталась жена и дочь.
«Умео» навсегда закрепило 21 номер за Шамо, а клуб «Хартс оф Оук» проводит ежегодный футбольный турнир в память о Квайе.

## Достижения
- Бронзовый призёр летних Олимпийских игр (1): 1992